# Jill Barber
Jill Barber (nascida no dia 6 de Fevereiro de 1980) é uma cantora canadense nascida em Halifax, Nova Escócia. Originalmente associada com o gênero musical folk-pop, nos seus trabalhos mais recentes ela tem flertado com o jazz, cantando inclusive em francês.